# Primulina pinnata
Primulina pinnata là một loài thực vật có hoa trong họ Tai voi (Gesneriaceae). Loài này có ở Quảng Tây (Trung Quốc); được W.T.Wang mô tả khoa học đầu tiên năm 1984 dưới danh pháp Chirita pinnata. Năm 2011, Yin Z. Wang chuyển nó sang chi Primulina.